# Xtream Arena
Xtream Arena powered by Mediacom, kallas oftast bara Xtream Arena, är en inomhusarena som ligger i Coralville, Iowa i USA. Den har en publikkapacitet på 5 100 åskådare. Inomhusarenan började byggas den 16 maj 2018 och invigdes den 17 september 2020. Xtream Arena ägs av staden Coralville. Den används primärt som hemmaarena till ishockeylaget Iowa Heartlanders i ECHL.